# Ernest Grimaud
Pour les articles homonymes, voir Grimaud.
Ernest Grimaud, né le 1er décembre 1888 à Saint-Bonnet (aujourd'hui Saint-Bonnet-en-Champsaur) (Hautes-Alpes) où il est mort le 6 juin 1970, est un homme politique français.

## Biographie
Petit-fils de Joseph Grimaud, ancien député et sénateur des Hautes-Alpes, il est maire de Saint-Bonnet-en-Champsaur et conseiller général. Il est député des Hautes-Alpes de 1930 à 1936, ne s'inscrivant à aucun groupe. Maire de sa commune jusqu'en 1944, il est condamné en 1945 à cinq ans de dégradation nationale pour collaboration.